# چوئو-کو، ساگامیهارا
چوئو-کو (به لاتین: Chūō-ku) یک منطقهٔ مسکونی در ژاپن است که در ساگامیهارا، کاناگاوا واقع شده‌است. چوئو-کو ۳۶٫۸ کیلومتر مربع مساحت و ۲۶۵٬۰۵۷ نفر جمعیت دارد.